# Scotina gracilipes
Espèce
Synonymes
- Agelena gracilipes Blackwall, 1859
- Drassus praelongipes O. Pickard-Cambridge, 1861

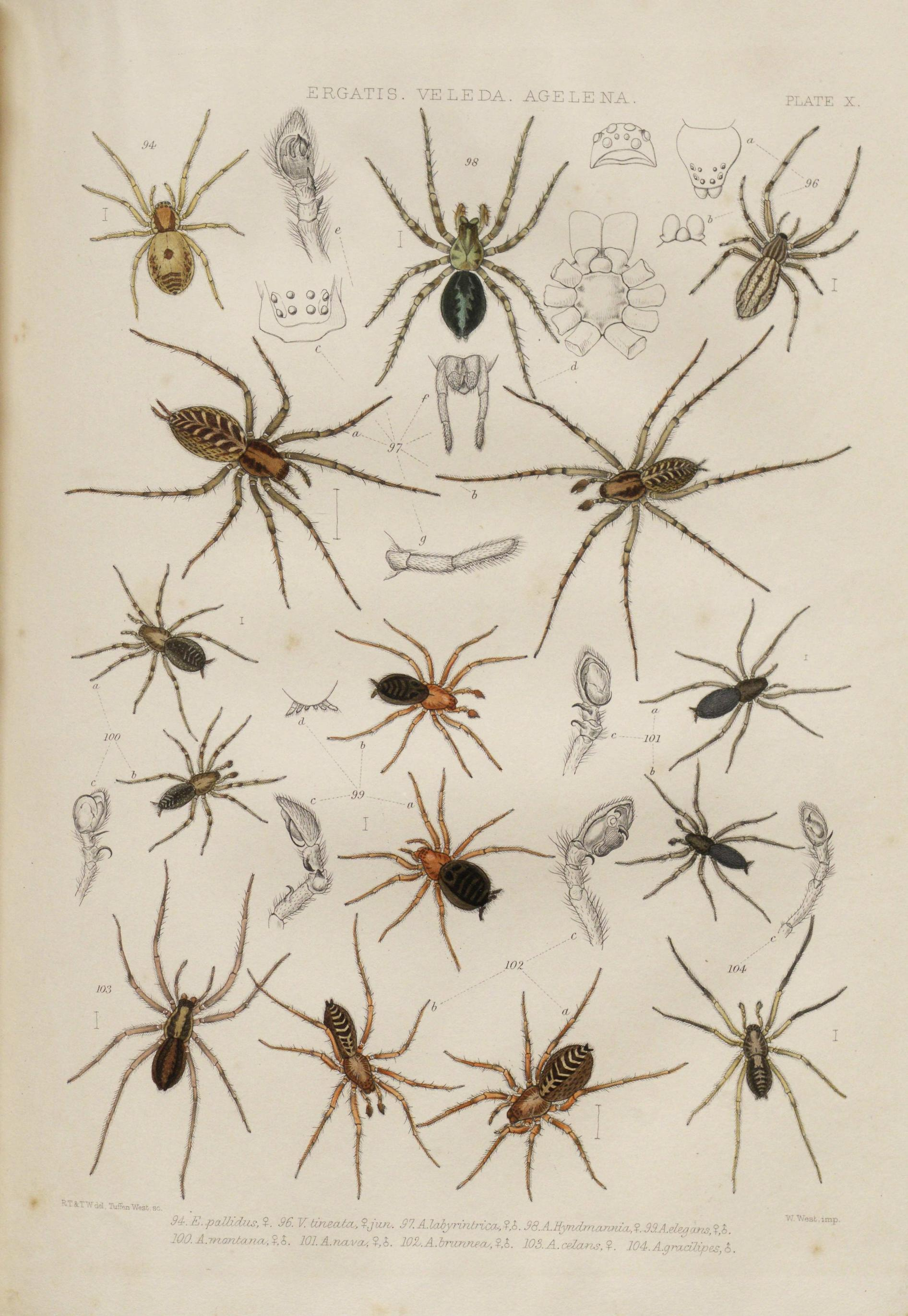

Scotina gracilipes est une espèce d'araignées aranéomorphes de la famille des Liocranidae.

## Distribution
Cette espèce se rencontre en Europe.

## Description
Les mâles mesurent de 2,4 à 3,2 mm et les femelles de 3,2 à 3,8 mm.

## Publication originale
- Blackwall, 1859 : Descriptions of six recently discovered species, and characters of a new genus of Araneida. Annals and Magazine of Natural History, sér. 3, vol. 3, p. 91-98 (texte intégral).